# Pigato
Pigato ist eine Weißweinsorte aus der italienischen Region Ligurien, in der sie schon seit dem 16. oder 17. Jahrhundert bekannt ist. Vermutlich stammt sie aus Griechenland und wurde über die Häfen von Noli, Genua oder Savona eingeführt. Der Name leitet sich vom Dialektausdruck Piga oder Pigau für die fleckigen Beerenschalen ab. Erstmals beschrieben wurde sie im Jahr 1883 von Bollettino.
Die Sorte wird quasi ausschließlich in den ligurischen Provinzen Savona und Imperia sowie der Metropolitanstadt Genua kultiviert. Vor allem um die Ortschaft Albenga werden aus Pigato-Trauben kräftige und äußerst schmackhafte Weißweine gekeltert. Manchmal wird die Sorte mit den Rebsorten Vermentino und/oder Bosco verschnitten.
Die Pigato-Rebe ist eine Mutation der Rebsorte Vermentino, die auch Malvasia genannt wird. Ihre Weine sind aber etwas aromatischer und alterungsfähiger.
Siehe auch die Artikel Weinbau in Italien und Weinbau in Griechenland sowie die Liste von Rebsorten.
Synonym: Piga (irrtümlich auch Rossese Bianco)

## Ampelographische Sortenmerkmale
In der Ampelographie wird der Habitus folgendermaßen beschrieben:
- Die Triebspitze ist offen. Sie ist weißwollig behaart. Die Triebspitze ist weißlich gefärbt mit karminrotem Anflug. Die Jungblätter sind leicht wollig  behaart und von hellgrüner Farbe.
- Die mittelgroßen Blätter sind  fünflappig (selten auch siebenlappig) und tief gebuchtet. Die Stielbucht ist lyren-förmig offen. Das Blatt ist spitz gesägt. Die Zähne sind im Vergleich zu anderen Sorten sehr eng gesetzt.
- Die konusförmige Traube ist mittelgroß, leicht geschultert und lockerbeerig. Die ellipsenförmigen Beeren sind mittelgroß und von goldgelbler Farbe. Die Geschmack der Beeren ist angenehm.

Die mäßig wuchskräftige Rebsorte reift etwa 30 bis 35 Tage nach dem Gutedel und gilt somit als spät reifend. Die Erträge sind meist hoch, so dass durch eine gezielte Reberziehung eine Ertragsminderung durchgeführt werden muss, um gute Weinqualitäten zu erzielen.